# Districte de Mecanhelas
El districte de Mecanhelas és un districte de Moçambic, situat a la província de Niassa. Té una superfície de 3.292 kilòmetres quadrats. En 2007 comptava amb una població de 162.280 habitants. Limita al nord amb el districte de Mandimba, a l'oest amb a República de Malawi, al sud amb el districte de Milange de la província de Zambézia i a l'est amb el districte de Cuamba.

## Divisió administrativa
El districte està dividit en dos postos administrativos (Chiuta e Mecanhelas), compostos per les següents localitats:
- Posto Administrativo de Chiuta:
  - Entre-Lagos e
  - Mataquesso
- Posto Administrativo de Mecanhelas:
  - Chissaua
  - Insaca (Vila)
  - Insaca i
  - Intaria